# Sintaxis latina
La sintaxis latina estudia las relaciones sintácticas, tanto de constituencia sintáctica como de concordancia gramatical y otros aspectos que aparecen en los textos latinos.

## Introducción
Han sido numerosas las propuestas de definición de oración a lo largo de la historia. Todas ellas comparten la concepción de la oración como el resultado de la asociación de un determinado tipo de contenido con una forma sintáctica específica. En la formulación más sencilla posible puede definirse la oración como la estructura predicativa –combinación de un predicado con los complementos adjuntos y disjuntos asociados a él– capaz de constituir un mensaje completo o enunciado. 
Desde el punto de vista del contenido, un mensaje es la unidad lingüística mínima de comunicación que un hablante o emisor dirige a un interlocutor. Todos los mensajes tienen una finalidad, por ejemplo la de informar (las aserciones), o la de provocar un comportamiento (las órdenes). Desde el punto de vista comunicativo un mensaje es completo y autónomo, es decir, no necesita de otros elementos 
lingüísticos para poder emitirse. 
Todas las oraciones son mensajes, pero no todos los mensajes son oraciones; es preciso que a su capacidad comunicativa se asocie una determinada estructura sintáctica predicativa. En este sentido los ejemplos de (1) son mensajes que constituyen oraciones; los ejemplos de (2) son mensajes no oracionales pues carecen de la estructura sintáctica predicativa que requiere una oración: 
(1a) En la calle, los niños jugaban con un balón el día de aquel infausto evento.
(1b) Quin taces? (“por qué no te callas”, Plaut. Merc. 494)
(1c) mene incepto desistere uictam! (“¡¿desistir yo, vencida, de mi empeño?!”, Verg. Aen. 1,37)
(2a) ¿Eh?
(2b) ¡Ay!
(2c) ¡Hola!
Desde un punto de vista gramatical, una estructura predicativa está compuesta por un predicado (generalmente un verbo o forma verbal, aunque no exclusivamente) y aquellos elementos que dependen de él bien como elementos necesarios o argumentos, bien como elementos opcionales o satélites (adjuntos y disjuntos). Esta estructura predicativa describe un evento y la forma en que el emisor desea que esta descripción sea recibida por el receptor. 
De forma paralela a lo que sucede con los mensajes, toda oración tiene una estructura predicativa, pero no todas las estructuras predicativas son oraciones; precisan para ello ser un mensaje completo. De acuerdo con este criterio, son una oración los ejemplos de (1) y no lo serán los de (3) porque no constituyen mensajes completos: 
(3a) dum haec Romae geruntur (“mientras estas cosas suceden en Roma”, Sall. Cat. 32,3)
(3b) Caesare interfecto (“muerto César”, Cic. Phil. 2,28)
A diferencia de los de (1), las frases de (3) contienen una expresión en torno a un predicado verbal, pero carecen de función comunicativa propia y, por consiguiente, de autonomía sintáctica y comunicativa. La forma que presentan, por otro lado, en el caso de (3a) de subordinada introducida por una conjunción, y en el de (3b) con el predicado en participio en caso ablativo (Tema 15), no corresponde a la que adoptan en latín las oraciones completas. En conclusión, sólo una estructura predicativa que constituya un mensaje completo puede recibir la etiqueta de oración.

## La estructura de la oración
Como hemos dicho, sintácticamente, la oración es una forma de estructura predicativa. Comparte, por tanto, estructura con otras unidades que no son oraciones, como son las frases subordinadas, por ejemplo. El análisis de las estructuras predicativas será válido, por tanto, para todas las unidades lingüísticas de tipo oracional, sean éstas independientes o no. De ahora en delante denominaremos esta estructura como "estructura oracional". 
La estructura oracional se configura como una estructura jerarquizada formada por diversos niveles sintáctico-semánticos. La forma mínima que ha de adoptar la estructura oracional requiere la combinación de un predicado y sus elementos obligatorios. Esta estructura puede expandirse con la adición de elementos no necesarios de diverso tipo. En (4) se ofrece un ejemplo en castellano que ilustra la oración en sus máximas posibilidades 
estructurales de expansión: 
(4) Por si lo quieres saber, sorprendentemente Juan ayudó ayer a Pedro a sacar el agua.
En una oración como la que ilustra (4) se encuentra información de dos tipos: por un lado, la que aparece representada en la oración principal, que hace referencia a una situación en la que un hombre, Juan, ayudó a otro en una tarea. El núcleo de esta información está constituido por el predicado "ayudó" y los argumentos o complementos necesarios que son en este caso el Sujeto "Juan” y el receptor de la ayuda "Pedro". Como información adicional y complementaria (adjunto) se nos informa 
de la finalidad o destino de la ayuda "a sacar agua". Por otro lado, la oración de (4) contiene información relativa a las relaciones de los participantes en la conversación (por si lo quieres saber) y a la actitud del emisor de la frase sobre lo que está contando (sorprendentemente). Este tipo de constituyentes se denominan disjuntos. 
El primer tipo de información pertenece al nivel representativo de la oración y el segundo al nivel presentativo o interactivo. Un esquema muy simplificado de la estructura oracional es el que se ofrece en el siguiente gráfico:
(5)*Oración
- Disjuntos (nivel presentativo)

- Adjuntos (nivel representativo no necesario)

- Predicado Argumentos (nivel representativo necesario)

### Nivel representativo de la estructura oracional
La información del nivel representativo de la oración está formada, en primer lugar, por la estructura sintáctica mínima, formada por el predicado y sus elementos obligatorios. A esta unidad sintáctica la llamaremos “predicación nuclear”. Los ejemplos de (6)-(8) contienen oraciones de este tipo: 
(6) bellum multiplex fuit
(7) cui dono nouum libellum?
(8) pluit.
Las estructuras mínimas de (6)-(8) se pueden expandir con distintos tipos de elementos no obligatorios, que aportan informaciones adicionales sobre otros participantes o sobre las circunstancias en las que se desenvuelve la situación. El nombre que asignaremos a esta estructura es el de “predicación expandida”; los elementos que se integran en este nivel corresponden a lo que Pinkster (1995) denomina adjuntos y la gramática tradicional "complementos circunstanciales". En (6’)-(8’) se ofrecen algunos ejemplos: 
(6’) bellum multiplex fuit eodem tempore ad Veios et ad Capenam et ad Falerios, et in Volscis ... (“la guerra fue múltiple al mismo tiempo en Veyos, en Capena en Falerios y en la zona de los Volscos”, Liv. 5,10,2) 
(7’) cui dono nouum libellum, arida pumice expolitum? (“¿A quién le regalo mi nuevo librito, pulido con áspera pómez?”, Catull. 1,1-2) 
(8’) pluit in terris (“llueve en las tierras”, Verg. Aen. 10,807) 
En (6’) la estructura mínima obligatoria con el verbo copulativo esse, que contiene un Sujeto (bellum) y un predicado (multiplex) se expande mediante una información temporal (eodem tempore) y una espacial locativa (ad Veios, ad Capenam etc.). En (7’), la estructura mínima con el verbo donare requiere tres elementos, un Sujeto, un Objeto y un Receptor o Beneficiario, y aparece expandida mediante un adjunto que es un complemento predicativo ligado por concordancia a uno de sus 
miembros, el Objeto. En (8’) la estructura mínima requerida por el verbo no contiene 
ningún otro elemento y la expandida incluye un adjunto de carácter locativo.

### Nivel presentativo o interactivo
Además de la información sobre el asunto del que se habla, tan completa como el hablante decida, dentro de las posibilidades que el predicado le ofrece, la estructura oracional puede contener otros elementos que no informan sobre el asunto representado en la oración, sino sobre otros aspectos de la comunicación. Estos elementos, que son también opcionales, son los que Pinkster (1995) denomina 
disjuntos. La gramática tradicional no los clasifica de forma específica. Los elementos de este nivel de la oración hacen referencia a aspectos variados de la comunicación; algunos justifican el propio acto de habla, otros avalan la verdad de la predicación, otros muestran la actitud u opinión del hablante sobre la predicación, otros se refieren a la forma de presentación del enunciado. Estos tipos de información pueden darse simultáneamente, como se ve en (4). En los ejemplos que siguen se muestran algunos tipos de disjuntos: 
(9) Quinctia formosa est multis (“Quincia es hermosa para muchos”, Catull.86,1)
(10) sita Anticyra est in Locride laeua parte sinum Corinthiacum intranti (“Anticira está situada en la Lócride, en la parte izquierda para el que entra en el golfo de Corinto”, Liv. 26,26,2)
(11) ut uero iam ad illa summa ueniamus, quae uis alia potuit homines congregare? (“para llegar ya a lo importante, ¿qué otra fuerza pudo congregar a los hombres?, Cic. de orat. 1,33)
(12) ut uerum tibi dicam, pater, ea res me male habet (“para decirte la verdad, padre, este asunto me pone malo”, Plaut. Asin. 843)
(13) male reprehenderunt (“hicieron mal en desaprobarlo”, Cic. Tusc. 3,34)
Los dativos de (9) y (10), multis y sinum intranti (llamados de “punto de vista” o iudicantis en Ernout-Thomas, aportan una información necesaria para conocer el valor de verdad sobre la belleza de Quincia, en (9), y la posición de Antícira, en (10); el punto de vista que expresan avala la verdad de la proposición; por tanto, no se sitúan en el nivel representativo de la oración, a diferencia de los dativos complemento indirecto o Receptor, que sí lo son. El caso de (11) contiene una subordinada final que no informa de la finalidad de la oración principal, sino sobre la 
organización de la información representativa que la sigue. En (12) la final establece un punto de contacto entre el hablante y el destinatario y justifica el propio acto de hablar ("para decirte la verdad, (te diré que)"). Por último en (13) el adverbio expresa la opinión del hablante sobre el contenido de la predicación siguiente, no el modo en que tiene lugar reprehenderunt.

## Constituyentes de la oración

### 3.1 El predicado
Como se ha mencionado arriba, las oraciones, en tanto que estructuras predicativas, se componen de un predicado, que constituye su núcleo básico, y de una serie de elementos dependientes de él como complementos, adjuntos o disjuntos. El predicado es usualmente una forma personal cuando la estructura predicativa es una oración independiente o una frase subordinada. En otras predicaciones dependientes menores que la oración, el predicado también puede ser un nombre, un adjetivo o un 
adverbio, como se ve en frases como las de (14)-(16): 
(14) aduentu Caesaris (“a la llegada de César”)
(15) defectione sociorum anxius (“preocupado por la defección de los aliados”, Liv. 7,25,7)
(16) ubi terrarum (“en qué tierra” (lit. “dónde de las tierras”), Cic. Att. 11,1,1)
Las relaciones semánticas y estructurales que se establecen entre aduentus (“llegada”) y Caesar (“César") son exactamente las mismas que se dan entre la forma del verbo aduenire (“llegar”) y Caesar (“César”) en una frase como (14'). Lo mismo sucede en las oraciones de (15'). 
(14') Caesar aduenit (“llega César”)
(15') angebant ... uirum Sicilia Sardiniaque amissae (“preocupaba al hombre la pérdida de Sicilia y Cerceña”, Liv.21,5,1)
Por consiguiente, el sustantivo, adjetivo y adverbio de (14)-(16) son predicados de una estructura predicativa exactamente igual que los verbos en forma personal de (14')-(15’). La diferencia entre unos ejemplos y otros es que los primeros son predicaciones, pero no oraciones, por no constituir mensajes completos, mientras que los segundos son predicaciones que también constituyen oraciones. 
El predicado es el elemento central de la oración y determina las características básicas de los constituyentes obligatorios que deben acompañarle. Algunos estudios sobre la relación entre los rasgos léxicos de los predicados y sus complementos obligatorios en griego y en latín pueden encontrarse en Baños et al. (2003). 
En las formas más complejas de estructura oracional, es decir, en las oraciones independientes y en algunas subordinadas, el predicado pertenece a la clase de 
palabras de los verbos. En este caso el predicado es el portador de cierto tipo de información de importancia semántica y sintáctica, que expresa mediante las categorías morfosintácticas verbales. Junto a las categorías de Tiempo y Aspecto y Modo, que tienen un carácter deíctico, es decir, que sitúan el evento en determinadas coordenadas temporales y de realidad, tienen una especial relevancia sintáctica las categorías de Número y Persona, que determinan la concordancia del verbo con el Sujeto, y la de voz. 
A las oraciones que tienen como predicado un verbo –y que son denominadas por ello "de predicado verbal"– las gramáticas tradicionales suelen contraponer otro tipo de oraciones llamadas "de predicado nominal" u "oraciones copulativas". Este tipo de estructura oracional presenta como constituyentes fundamentales un Sujeto y otro nombre o adjetivo que concierta con él y que recibe el nombre de Atributo o predicado nominal. Es frecuente también que aparezca una forma verbal de un tipo de verbos denominados "copulativos", cuyo representante más típico es el verbo esse "ser". Los 
ejemplos (9) y (10), mencionados más arriba, contienen frases de este tipo. 
Muchos gramáticos han considerado que en las oraciones copulativas el verdadero predicado es el Atributo, mientras que el verbo copulativo sería un simple soporte de las categorías verbales de tiempo, modo, etc., vacío de contenido semántico. Por el contrario, otros muchos lingüistas defienden que los verbos copulativos se comportan como el resto de los verbos, es decir, como verdaderos predicados. Según esta concepción el Atributo no sería más que uno de los argumentos dependientes del predicado. 
Una variante de este tipo de oraciones es la llamada "oración nominal pura" en la que no aparece la cópula. Este tipo de frases se utiliza en contextos muy expresivos, como refranes, sentencias etc.: omnia praeclara, rara “todo lo excepcional, es raro”. Compárese con el castellano perro ladrador, poco mordedor.

### 3.2 Los demás constituyentes
El contenido de una oración como (1a), que repetimos, podría también formularse como aparece en (17): 
(1a) En la calle, los niños jugaban con un balón el día de aquel infausto evento.
(17) Allí, los niños jugaban con un balón cuando apareció la vaquilla.
Nótese que (17) encaja en la definición que se ha dado de oración igual que (1a): la única diferencia es que varios de sus constituyentes tienen forma distinta de la de un sintagma nominal ("allí", "cuando apareció la vaquilla"). De esto puede deducirse que la forma que presentan los diversos constituyentes de la estructura oracional, diferentes del predicado, no es la propiedad que condiciona su función. Así pues, tanto los nombres, como los sintagmas preposicionales, adverbios y frases subordinadas pueden desempeñar el mismo tipo de funciones en la oración y deben tratarse, en 
cuanto constituyentes de la oración, de la misma manera. 
Todos los constituyentes que aparecen en una oración asociados a un predicado, es decir, los argumentos, los adjuntos y los disjuntos, pueden analizarse desde tres puntos de vista: sintáctico, semántico y pragmático. 
El punto de vista sintáctico especifica el número de elementos necesarios y su posición estructural; el nivel semántico analiza la relación semántica que se establece entre el elemento y su predicado (esta es su “función semántica”, también conocida como "papel semántico" o "caso semántico"); finalmente, el aspecto pragmático analiza su relevancia informativa. En esta sintaxis no se trata sistemáticamente el nivel pragmático, pero se menciona al menos en aquellos lugares donde es este nivel el responsable de la forma final que adquiere la oración. Esto sucede, por ejemplo, con la voz pasiva y en el orden de palabras

#### 3.2.1 Constituyentes obligatorios
Los constituyentes obligatorios de una oración o argumentos están determinados específicamente por el predicado en tres aspectos: en su número, en su configuración léxica y en el tipo de relación (semántica y sintáctica) que mantienen con él, que es lo que determina las marcas formales que presentan. El número de argumentos, su forma y la perspectiva sobre la que se organiza la oración, que condiciona la voz, pertenecen al nivel sintáctico. La relación semántica que establecen con el predicado corresponde al nivel semántico. 

##### 3.2.1.1 Nivel sintáctico
El número de argumentos que deben acompañar al predicado en una estructura bien formada varía según los predicados. En latín hay predicados que no requieren ningún argumento, junto a otros que requieren uno, dos o tres elementos obligatorios. En los ejemplos (18)-(22) se muestra un caso de cada tipo: 
(18) tronat (“truena”)
(19) dormitabo (“me dormiré”)
(20) tu descendis de caelo (“bajas del cielo”)
(21) Catullus Cornelio librum donat (“Catulo le regala un libro a Cornelio)
(22) Caesar urbem moenibus circumdat (“César rodea la ciudad de murallas”)
La información que se ofrece en la oración se organiza tomando como referencia o punto de partida uno de los argumentos, que recibe entonces la marca de Sujeto –el caso nominativo, para los nombres en frases con verbo en forma personal, y el acusativo para las construcciones de Acusativo con Infinitivo-. El Sujeto recibe un tratamiento sintáctico especial, que se refleja en su concordancia con el predicado, según las formas, en número, persona y género. 
En los predicados de dos elementos obligatorios, hay un tipo especial, que se denomina tradicionalmente “transitivo”, en el que el segundo constituyente tiene la función sintáctica de Objeto, marcada por el acusativo (Tema 5). Esta función tiene de diferenciador el poder recibir también la función de Sujeto en las versiones pasivas de las oraciones. Véanse los ejemplos (23) y (24): 
(23) crateram quem dat Sidonia Dido (“La cratera que le da la sidonia Dido”, Verg. Aen. 9,266)
(24) qui (sc. seruus) mihi peculiaris datus est (“el esclavo que me ha sido dado como propio”, Plaut. Capt. 988)
En la versión activa (dat) el segundo argumento aparece como Objeto en acusativo (crateram). En la pasiva (datus est) el segundo argumento del predicado aparece como Sujeto (seruus). 
No todos los predicados de dos argumentos obligatorios requieren un Objeto en acusativo. Algunos presentan un elemento con la marca de dativo (p.e. nocere), ablativo (utor) o genitivo (memini). En general, estos predicados no admiten pasivización. No hay acuerdo entre los lingüistas sobre el 
contenido gramatical que aporta el caso en estos complementos. Algunos lingüistas asocian el contenido de las marcas con los valores funcionales que se atribuyen al caso cuando es marca de constituyentes libres (dativo = Beneficiario; ablativo = Instrumento u Origen, etc. ). Otros, sin embargo, opinan que en posición de argumento los casos son una mera marca vacía, sin contenido semántico sistemático.
Los predicados que requieren un tercer complemento obligatorio tienen, por lo general, un segundo constituyente con la función de Objeto, es decir, son transitivos. El tercer constituyente obligatorio requerido por los predicados puede adoptar diferentes marcas de función. Los terceros argumentos adoptan el dativo (en los verbos de transmisión material o comunicativa, como “dar” o “decir”) o el ablativo (con verbos como circumdare (“rodear”) o donare (“regalar”); el genitivo como marca de un tercer constituyente obligatorio es menos frecuente, pero también puede 
darse en los verbos de “acusar” y los de “castigar” (en general, este caso alterna con el Ablativo o SP (de + abl.)). Igualmente pueden considerarse terceros argumentos los complementos de Estimación y Precio. El caso menos frecuente para un tercer argumento es el acusativo, que está, no obstante, documentado en verbos como docere aliquem aliquid (“enseñar a alguien algo”) o rogare aliquem aliquid (”pedir a alguien algo”). 
Las marcas preposicionales, en la medida en que son variantes formales de los casos, pueden codificar como ellos los complementos obligatorios de los predicados que requieren las funciones semánticas que ellas representan. Así, in + abl. alterna con el abl. solo para marcar el argumento segundo de verbos como habitare, pro + abl. codifica el segundo argumento Beneficiario en verbo como pugnare 
(pugnare pro patria, “luchar por la patria”). Como muestra de marca preposicional en un tercer argumento puede citarse el caso de ab + abl. con verbos como prohibere (prohibere aliquem ab aliquo loco, “mantener alejado a uno de un lugar”). Los ejemplos podrían multiplicarse.

##### 3.2.1.2 Nivel semántico
Igual que el resto de los elementos nominales de la estructura oracional, los elementos obligatorios o argumentos mantienen unas determinadas relaciones semánticas con su predicado, que se denominan “funciones semánticas” o “papeles semánticos”. Estas relaciones, en general, se manifiestan por medio de marcas específicas de función. Así, en (20) el segundo elemento obligatorio de descendere 
designa semánticamente el Origen del movimiento, función que se marca en latín mediante el caso ablativo o las marcas preposicionales ab, de, ex + abl. En (21), Cornelio es quien recibe o se beneficia de la situación: la relación que establece con el predicado es la de Receptor o Beneficiario y se marca mediante el dativo (o en otros predicados, como pugnare, mediante marcas preposicionales como pro + abl.). En (22) el ablativo moenibus designa el Instrumento con el que alguien circumdat el objeto. Siempre que se utilicen esos predicados, los elementos que aparezcan en ablativo (o sus variantes) con descendere, el dativo con dare o el ablativo con circumdare representarán las funciones semánticas de Origen, Receptor-Beneficiario e Instrumento respectivamente. Estas relaciones semánticas están específicamente condicionadas por las características del predicado. 
La lista de funciones semánticas que establecen los constituyentes obligatorios con sus predicados es limitada y no muy amplia. Algunas de las más importantes son Agente y Fuerza (para el primer elemento obligatorio); para el segundo, Afectado (o Paciente) con los verbos transitivos, Receptor-Beneficiario (p.e. nocere), Instrumento (p.e. uti), Origen-Dirección (verbos de movimiento); para el tercer argumento, Receptor (verbos como dare), Instrumento (verbos como circumdare), etc. Estas funciones, como veremos, son las mismas que desempeñan también los adjuntos y algunos disjuntos.

##### 3.2.1.3 Nivel léxico
Las características léxicas de los constituyentes obligatorios es otro de los aspectos que depende en exclusiva del predicado. Así, en el caso de (19) que el Sujeto sea necesariamente un ser vivo o que el de donare en (21) tenga que ser humano etc. tiene que ver con la configuración léxica de su predicado. Lo mismo podría decirse para los demás casos.

## Concordancia
El latín en tanto que lengua flexiva fusionante usa numerosos sufijos para marcar categorías gramaticales no léxicas. Dado que el orden sintáctico es bastante libre parte de la información sobre las relaciones sintácticas depende del marcaje explícito en las palabras. La concordancia es uno de los recursos sintácticos más ampliamente usado en latín para indicar dependencias gramaticales. Así se tienen:
- Concordancia de número, dentro de un complemento nominal, y entre el sujeto sintáctico y el verbo principal.
- Concordancia de caso, dentro de un complemento nominal.
- Concordancia de género, entre el núcleo de un complemento nominal (nombre o adjetivo) y sus adjuntos (nombre, adjetivo o pronombre posesivo).